# Jardín botánico La Carolina
El Jardín Botánico La Carolina actualmente denominado como Jardín Botánico Padre Julio Marrero es un jardín botánico, palmetum y orquideario de unas 17 ha de extensión, propiedad de la Pontificia Universidad Católica del Ecuador que se encuentra en el trópico occidental del Ecuador, en la ciudad de Santo Domingo de los Colorados.
Su nombre actual (Padre Julio Marrero) corresponde al del segundo Rector de la Pontificia Universidad del Ecuador, Sede Santo Domingo, fallecido el 28 de julio de 2009. 

## Localización
El clima de la ciudad corresponde a la Región Costa situada en una zona climática lluviosa y tropical, teniendo una temperatura promedio de 22.9 °C y un volumen de precipitaciones de 3000 a 4000mm anuales.

## Historia
El lugar es propiedad de la Pontificia Universidad Católica del Ecuador.
Su origen fue una donación de un terreno de 10 hectáreas en 1996 por parte de la cooperativa Juan Eulogio Paz y Miño a la Diócesis de Santo Domingo. La idea inicial era la de establecer allí una futura sede de la Universidad Católica, aun a pesar de que no se contaba con toda la infraestrucutura necesaria.
Gracias a la iniciativa y la determinación de monseñor Lorenzo Stehle quien sacó adelante el proyecto del jardín botánico. En 1999 se proyecta la creación de la Granja Botánica Experimental dedicada a la forestación, esta idea se consolidó con la creación de un jardín botánico el cual tiene como objetivo el conservar el patrimonio fitogenético de la zona. La primera parte de este proyecto fue asumida por "The Deutsche Gesellschaft für Technische Zusammenarbeit" (GTZ)  Organización del Gobierno Alemán.
El nombre La Carolina fue un homenaje de monseñor Emilio Lorenzo Stehle a una voluntaria suiza con este nombre debido a su trabajo y labor social en esta Diócesis.
A principios del año 2001 se adquirieron 7 hectáreas de terreno. De esta forma pasó a ser el jardín botánico más grande del Ecuador. 
En el año 2002 se presentó el proyecto “Jardín Botánico La Carolina” (JBC); siendo el 2003 el año de la apertura oficial del Jardín Botánico “La Carolina” .
En el año 2010 se cambió el nombre de Jardín Botánico “La Carolina” por Jardín Botánico Padre Julio Marrero.

## Colecciones
Muestra botánica de las especies que se encuentran en el trópico occidental del Ecuador, con colecciones de:
- Palmas, colección especializada en miembros de la familia Arecaceae, con 160  especies recogidas de las diferentes zonas del país con géneros: Bractis, Iriartea, Wettinia, Phoenix, Raphis, Caryota, Cocus, Chamaedorea, etc.
- Crotones (plantas anaranjadas y amarillas) formando una avenida y cucardas, a unos 500 metros formando un laberinto.
- Sendero de selva, en el que se encuentran árboles de paja toquilla, pambil, caña guadúa y balsa, flores zingiberales (maracas), todas ellas plantas típicas del trópico.
- Cactus y suculentas, plantas muy atractivas por la forma y capacidad de almacenar agua, con las siguientes familias: Amaryllidaceae, Agavaceae, Euphorbiaceae, Cactaceae.
- Orquideario, con 250 especies, algunas foráneas pero la mayor parte de ellas obtenidas de su hábitat silvestre por expediciones que emprendieron profesionales del exterior.
- Árboles frutales, con más de 30 especies, es una muestra de especies nativas e introducidas de árboles frutales de las familias: Anacardiaceae, Lauraceae, Moraceae, Myrtaceae, Rubiaceae, Annonaceae.
- Plantas medicinales, de la farmacopea de los indios de la Amazonia como los Colorados,  atribuyen plantas como la uña de gato, chilca, noni.
- Zingiberales, es una selección de las principales familias del orden Zingiberales. Estas plantas son típicas de los bosques tropicales y se caracterizan por sus grandes y coloridas inflorescencias. Encontramos especies de las familias: Heliconiaceae, Zingiberaceae, Marantaceae, Costaceae y Musaceae.
- Bosque andino, en esta colección es una muestra representativa de árboles típicos de la zona andina de Colombia, Perú y Ecuador, se exhiben especies de las familias Oleaceae y Betulaceae.
- Bosque amazónico, con unas 35 especies de árboles y palmas, cuya importancia estriba en el gran valor utilitario que poseen dentro de las comunidades amazónicas. Se muestran ejemplares de las familias: Meliaceae, Lauraceae, Arecaceae.
- Bosque de Chilcos, con 35 especies este bosque debe su nombre a la abundancia de especies de la familia Asteraceae, cuya especie más abundante es Vernonia patens, conocida comúnmente en la zona como “Chilco”.
- Bosque seco Litoral, está formado por especies de las familias Caesalpinaceae, Moraceae, Euphorbiaceae y Bombacaceae.
- Maderas nativas e introducidas, en este sector se representa la diversidad de plantas de Santo Domingo de los Colorados y del bosque húmedo tropical de tierras bajas. En esta sección ejemplares de las familias Plygonaceae, Casealpinaceae, Bignonaceae, Rubiaceae, Lauraceae, Sapotaceae, Verbenaceae.
- Maderas finas, reúne especies maderables de América del Sur de las familias Boraginaceae, Fabacaea, Bignonaceae, Hipocastanaceae.
- Las acacias, en esta colección se exhibe especies de la familia Fabaceae, típicas de tierras bajas; es una de las más importantes del neotrópico.

## Actividades y equipamientos
Los viveros y el Centro de Investigación e Interpretación, donde se incorporó una biblioteca, complementan este jardín botánico.  